# 王済 (前燕)
王 済（おう さい、生没年不詳）は、五胡十六国時代の前燕の人物。勃海郡の出身。

## 生涯
鮮卑慕容部の大人慕容廆に仕え、長史に任じられていた。
建武元年（317年）3月、晋王司馬睿の勧進のため、建康へ遣わされた。
咸和8年（333年）7月、慕容廆が亡くなったことを告げるため、建康へ遣わされた。8月、遼東へ帰還した。
これ以後の事績は、史書に記されていない。